# Danelaw

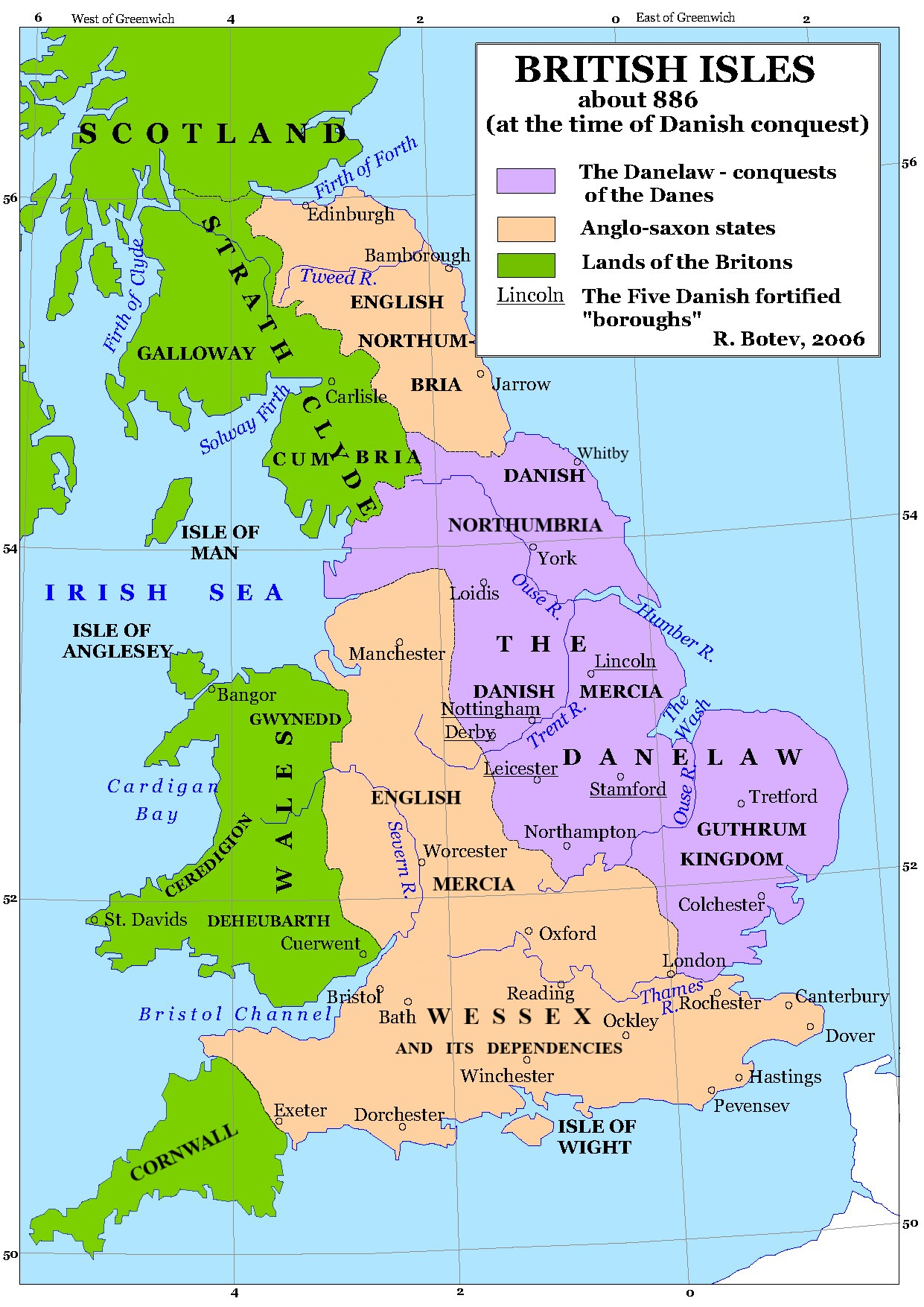
Anglaterra cap a l'any 886. El Danelaw és de color violeta.

El Danelaw o Danelagh (Dena lagu en anglès antic, Danelov en danès), tal com resta definit en la Crònica anglosaxona, és el nom que va rebre una part de la Gran Bretanya on s'aplicava la llei (law) dels danesos (Dane), això és dels invasors vikings danesos (i en part també noruecs), i on aquesta llei va substituir la dels anglosaxons. Els historiadors moderns han donat a aquest terme un sentit geogràfic: el Danelaw s'estenia al nord i a l'est d'Anglaterra.
El terme Danelaw descriu igualment el conjunt de condicions i de definicions legals creades arran dels tractats signats entre el rei anglès Alfred el Gran i el rei danès Guthrum el Vell, establerts després de la derrota d'aquest darrer a Ethandun, l'any 878. L'any 886, el tractat entre Alfred i Guthrum va restar formalitzat i s'establí la frontera entre tots dos regnes, amb unes clàusules que preveien unes relacions pacífiques entre anglosaxons i vikings.
La llei danesa dominava als antics regnes de Northúmbria i l'Ànglia de l'Est, així com a la regió dels Cinc Burgs (Leicester, Nottingham, Derby, Stamford i Lincoln).
La prosperitat del Danelaw, especialment del regne de Jòrvik, feu que esdevingués un reclam per a nous invasors vikings. Els conflictes amb Wessex i Mèrcia van minar el seu poder i l'afebliment de la seva força militar va conduir a restar sotmesos a Eduard el Vell, a canvi d'obtenir-ne la protecció.